# Ligne S7 du métro de Nankin
La ligne S7 du métro de Nankin (chinois traditionnel : 寧溧城際軌道交通 ; chinois simplifié : 宁溧城际轨道交通) est la dixième ligne du métro de Nankin. C'est une ligne sud-nord qui relie le district de Jiangning avec le district de Lishui au sud, elle est inaugurée le 26 mai 2018. De Ville nouvelle de l'Aéroport Jiangning à Montagne Wuxiang, la ligne comporte 9 stations et 30,8 km en longueur.

## Histoire
| Section                                | Section          | Date d'ouverture | Longueur km | Stations |
| -------------------------------------- | ---------------- | ---------------- | ----------- | -------- |
| Ville nouvelle de l'Aéroport Jiangning | Montagne Wuxiang | 1er juillet 2014 | 30.8        | 9        |

## Caractéristiques

### Liste des stations
| Services               | Nom de station                         | Nom de station | Nom de station                                         | Connexions | Positionne à |
| Services               | Français                               | Chinois        | Anglais                                                | Connexions | Positionne à |
| ---------------------- | -------------------------------------- | -------------- | ------------------------------------------------------ | ---------- | ------------ |
| Voie mère (en service) |                                        |                |                                                        |            |              |
| S7-1                   | Ville nouvelle de l'Aéroport Jiangning | 空港新城江寧   | Konggangxinchengjiangning (Airport New Town Jiangning) | Ligne S1   |              |
| S7-2                   | Zhetang                                | 柘塘           | Zhetang                                                |            |              |
| S7-3                   | Ville nouvelle de l'Aéroport Lishui    | 空港新城溧水   | Konggangxinchenglishui (Airport New Town Lishui)       |            |              |
| S7-4                   | Qunli                                  | 群力           | Qunli                                                  |            |              |
| S7-5                   | Lac Wolong                             | 臥龍湖         | Wolonghu (Wolong Lake))                                |            |              |
| S7-6                   | Lishui                                 | 溧水           | Lishui                                                 |            |              |
| S7-7                   | Lac Zhongshan                          | 中山湖         | Zhongshanhu (Zhongshan Lake)                           |            |              |
| S7-8                   | Xingzhuang                             | 幸莊           | Xingzhuang                                             |            |              |
| S7-9                   | Montagne Wuxiang                       | 無想山         | Wuxiangshan (Wuxiang Mountain)                         |            |              |